# Janicsárok végnapjai
A Janicsárok végnapjai Jókai Mór 1854-ben megjelent romantikus történelmi regénye. Először folytatásokban a Délibáb című lapban jelent meg. Könyv alakban – először két részben –, melyek közül az első A balkáni harc címet viselte. A történet előzményei A fehér rózsa című regényben találhatóak. Megjelent A janicsárok végnapjai címmel is.

## Történet
|  | Alább a cselekmény részletei következnek! |

A cselekmény 1818-ban kezdődik, amikor Ali Tepelenti pasa egy jóslatot kap eljövendő sorsáról. A szeleuciai láthatatlan dzsinn azt jósolja a nagy hatalmú zsarnoknak, hogy azok fogják elárulni, akik a legközelebb állnak hozzá. Egykor Sztambulban a szeráj kapuján fog diadalmasan bevonulni, ott áll majd egy ezüst állványom az ujjongó nép előtt.
1820-ban Ali bérgyilkosokat küldött Konstantinápolyba, hogy megöljék Gaskho bejt, akiről azt jósolta egy dervis, hogy elsőnek fog Tepelenti ellen támadni. A merénylet kudarcot vallott, és visszaütött az albán nemzetiségű oszmán hadvezérre. Mahmud szultán is ellene fordult, minden tisztségétől megfosztotta Ali pasát, majd büntető hadjáratot indíttatott ellene. Tepelenti ravaszul védte magát, rávette az őt korábban gyűlölő görögöket, hogy álljanak mellé, így visszaverte Gaskho bej csapatainak támadását.
Mahmud szultán hatalmát Ali Tepelentin kívül három irányból is támadás érte: északról Ypszilanti keresztény serege fenyegette, Sztambulban a féktelen janicsárhad rendezett vérfürdőt az ott élő görögök között. Keletről a perzsa sah ütött be az omladozó birodalomba, és elfoglalta Bagdadot.
Ali Tepelenti három ellene küldött hadsereget tett semmivé, a csatározások során a saját rokonait sem kímélte. Bosszút állt az ellene forduló unokáján, és kegyetlenül megtorolta két fia hűtlenségét is.
Mahmud szultán ünnepséget szervezett az édesanyja tiszteletére. A fővárosban randalírozó janicsárok a szerájt is megtámadták, és foglyul ejtették a szultánt, majd később a fiát, Abdul Medzsidet. A lázadók követeléseik teljesítésére kényszerítették az uralkodót. Mahmud kiszabadulása után elhatározta, hogy hamarosan leszámol a kiszámíthatatlan és telhetetlen, a csatákban egyre kevésbé hatékony janicsárokkal.
Kursid basában emberére talált Ali Tepelenti. A török hadvezér megverte Ypszilanti és Kleon seregeit, egyre közeledett Janina felé. Ali a várába szorult vissza, a hosszú ostrom legvégén a vörös toronyba menekült pár emberével. Kursid basa biztosította az agg Alit, hogy nem végezteti ki, aki végül – Eminah megjelenése után – megadta magát. Ötven emberével és a feleségével együtt La Gulia szigetére szállították, védlevéllel biztosították életét. Ám egy napon a hozzá vendégségbe érkező Mehemed basával összeszólalkozott, és kardpárbajt vívtak, ekkor Tepelenti halálos sebet kapott. Morea kormányzója Ali Tepelenti levágott fejét Sztambulba küldte. Ott egy ezüst tálcára helyezték a lázadó fejét, és a szeráj kapuja elé kitették közlátványra. A jóslat legvége is beteljesedett: „Ott álla hát végre ezüst állványon a szeráj előtt.”
Négy évvel később (1826-ban) a szultán elhatározta, hogy megújítja az oszmán fegyveres erőket, állandó hadsereget kívánt létrehozni európai mintára. Az új katonaság a – már korábban is tervezett – nisandzsi nevet kapta. A janicsárok ezt felháborodva fogadták, és az egész országból összegyűltek, több mint 20 000-en. Kitört a véres lázadás, a janicsárok palotákat támadtak meg és gyújtottak fel. A szultán először kis létszámú katonasággal rendelkezett, de aztán több egység, a Kapudám Ibrahim hajósai és Mehemed nagyvezír ázsiai serege is megérkezett. Így az uralkodó már 50 000 katonával támadt a lázadókra. Az összecsapások során modern hadsereg csapott össze a janicsárokkal. A múlt katonái bár erővel és kitartással küzdöttek, nemsokára a kaszárnyáikba menekültek. Mahmud katonái ide is követték őket, és a vérengzés csak most vette igazán kezdetét. Néhány óra elteltével több mint 20 000 halott hevert a főváros utcáin vagy égett porrá a felgyújtott kaszárnyákban.
A janicsár név kitöröltetett az ozmán história lapjairól. Ruházatjuk, jelvényeik viselése halálbüntetés alatt lőn megtiltva.
Kaszárnyáikat alapjaikból felforgaták, zászlóikat összetörték, üstjeiket széthasogaták, emlékükre átkot mondtak.
A Begtas papok rendje örökre megszüntettetett, klastromaik lerontattak, birtokuk az országra szállt.
Így lett vége a századok óta fennállt katonai rendnek, melyet a bölcs Csendereli alapított, s mely annyi dicsőséget szerzett az ozmán fegyvereknek.
Most már neveiket sem szabad kimondani többé.

De a véres műtét után újult erővel támadt fel az ozmán nemzet, s új életének dicsteljes napjait azon kéznek köszönheti, mely a nemzet két legnagyobb ellenségét, Tepelentit és a janicsárokat letörte.
|  | Itt a vége a cselekmény részletezésének! |

## Szereplők
- Ali Tepelenti, Janina Oroszlánja
- Mahmud szultán
- Abdul Medzsid, Mahmud fia
- Behrám, Halil Patrona fia
- Eminah, Tepelenti asszonya
- Ali pasa fiai:
  - Muhtár bej
  - Vely bej
  - Szolimán bej
- Rebeka, Muhtár kedvenc asszonya
- Xelianthé, Vely kedvese
- Lizza, Szolimán legszebb odaliszkja
- Gaskho bej, Tepelenti ellenfele
- Artemisz, görög nő
- Kleon, görög harcos
- Khamkó asszony, Ali Tepelenti anyja
- Murrisson, angol tengerészkapitány
- Leonidász Argirokantharidész, görög kereskedő
- Kasi Mollah, mursid (vallásfőnök)
- Thomár és Milieva, cserkesz gyermekek
- Zaid, Ali Tepelenti unokája
- Omer Vrione, a szultán hadvezére
- Ypszilanti, görög hadvezér
- Dirhám, kertész
- Kara Makán, janicsár vezető
- Kursid basa
- Coretto, olasz hadimérnök
- Mehemed basa, Morea kormányzója